# Галушки (Лебединский район)
Галушки (укр. Галушки) — село,
Подопригоровский сельский совет, Лебединская городская община Сумского района, 
Лебединский район,
Сумская область,
Украина.
Код КОАТУУ — 5922987305. Население по переписи 2001 года составляло 51 человек .

## Географическое положение
Село Галушки находится на левом берегу реки Грунь,
выше по течению на расстоянии в 2 км расположено село Падалки,
ниже по течению на расстоянии в 2,5 км расположено село Грунь,
Рядом проходит автомобильная дорога Т-1918.

## Известные люди
В селе родился Герой Советского Союза Иван Зубков.